# TV4-nyheterna Gävle
TV4-nyheterna Gävle var en av TV4-gruppens 25 lokalstationer för att ge de senaste nyheterna från Gästrikland och Hälsingland via TV4:s och Sjuans nät och sänds från Stockholm. Korta nyhetssändningar sändes vardagsmorgnar varje halvslag i Nyhetsmorgon samt i 19.00-sändningen och 22.30 på måndag-torsdagar. Den lokala stationen hette TV4-nyheterna Gävle-Dalarna till och med 9 mars 2009.